# Coupe des Pays-Bas de football 1934-1935
Navigation
Coupe des Pays-Bas 1933-1934 Coupe des Pays-Bas 1935-1936
La Coupe des Pays-Bas de football 1934-1935, nommée la KNVB Beker, est la 30e édition de la Coupe des Pays-Bas. La finale se dispute au Kromme Zandweg à Rotterdam.
Elle a été remportée le 23 juin 1935 par Feijenoord contre HVV Helmond, équipe de 2e division, ce qui constitue le deuxième succès de Feijenoord dans cette compétition.

## Déroulement de la compétition
Tous les tours se jouent en élimination directe. À chaque tour, un tirage au sort est effectué pour déterminer les adversaires.

## Résultats

### Demi-finales
| Date         | Club          | Résultat | Club        |
| ------------ | ------------- | -------- | ----------- |
| 16 juin 1935 | Feijenoord    | 5 - 4    | Juliana     |
| 18 juin 1935 | PSV Eindhoven | 1 - 2    | HVV Helmond |

### Finale
La finale se joue le 23 juin 1935 au Kromme Zandweg à Rotterdam, le stade de Feijenoord. Le temps est chaud puisqu'il fait 30 °C. Feijenoord est le favori : jouant en 1e Klasse et finaliste de la coupe l'année passée, il est l'un des plus gros clubs à cette époque. HVV est quant à lui un pensionnaire de 2e Klasser. Le match est assez serré et HVV démontre les qualités qui leur ont permis d'éliminer le PSV au tour précédent. Les deux changements décidés par HVV à l'heure de jeu déséquilibrent néanmoins l'équipe ce qui permet à Feijenoord d'enchaîner les buts par l'intermédiaire de Wim Groenendijk et de remporter la coupe pour la seconde fois de son histoire,. La coupe est remise au capitaine Puck van Heel par le président de la KNVB, le Dr. Van Prooye. Leen van Zandvliet émet à cette occasion le souhait que les finales de cette coupe deviennent un jour aussi populaires que celles de la FA Cup.
| Feijenoord · |                  |  |
| Titulaires : |                  |  |
|              |                  |  |
| G            | Adri van Male    |  |
| DG           | Bart Wursten     |  |
| DD           | Joop van Heide   |  |
| MG           | Puck van Heel    |  |
| MC           | Gerard Kuppen    |  |
| MD           | Bas Paauwe       |  |
| AG           | Jan Linssen      |  |
| IG           | Jaap Barendregt  |  |
| AC           | Wim Groenendijk  |  |
| ID           | Arie Paauwe      |  |
| AD           | Manus Vrauwdeunt |  |
|              |                  |  |

| HVV ·         |                |     |
| Titulaires :  |                |     |
|               |                |     |
| G             | P. van Veghel  |     |
| DG            | L. van Veghel  |     |
| DD            | Smits          |     |
| MG            | Wim Aelbers    | 61e |
| MC            | Scheepers      |     |
| MD            | Duimelinks     |     |
| AG            | Van Heeswijk   |     |
| IG            | Drouen         |     |
| AC            | H. van Beek    | 61e |
| ID            | Van der Velden |     |
| AD            | P. van Beek    |     |
|               |                |     |
| Remplaçants : |                |     |
| MG            | Klaassen       | 61e |
| AC            | Janssen        | 61e |
|               |                |     |

| Feijenoord · |                  |  |
| Titulaires : |                  |  |
|              |                  |  |
| G            | Adri van Male    |  |
| DG           | Bart Wursten     |  |
| DD           | Joop van Heide   |  |
| MG           | Puck van Heel    |  |
| MC           | Gerard Kuppen    |  |
| MD           | Bas Paauwe       |  |
| AG           | Jan Linssen      |  |
| IG           | Jaap Barendregt  |  |
| AC           | Wim Groenendijk  |  |
| ID           | Arie Paauwe      |  |
| AD           | Manus Vrauwdeunt |  |
|              |                  |  |

| HVV ·         |                |     |
| Titulaires :  |                |     |
|               |                |     |
| G             | P. van Veghel  |     |
| DG            | L. van Veghel  |     |
| DD            | Smits          |     |
| MG            | Wim Aelbers    | 61e |
| MC            | Scheepers      |     |
| MD            | Duimelinks     |     |
| AG            | Van Heeswijk   |     |
| IG            | Drouen         |     |
| AC            | H. van Beek    | 61e |
| ID            | Van der Velden |     |
| AD            | P. van Beek    |     |
|               |                |     |
| Remplaçants : |                |     |
| MG            | Klaassen       | 61e |
| AC            | Janssen        | 61e |
|               |                |     |